# Hryvnia
La hryvnia ou hryvnie (symbole : ₴ ; code ISO :  UAH ; en ukrainien : гривня, /ˈɦrɪu̯nʲɑ/) est la devise monétaire de l’Ukraine depuis le 2 septembre 1996, date à laquelle elle a remplacé le karbovanets ukrainien au taux d'une hryvnia pour 100 000 karbovantsiv. La hryvnia se subdivise en 100 kopecks (singulier : копійка, kopiyka ; pluriel : копійок kopiyok).

## Historique de la hryvnia ukrainienne
Son nom est très ancien puisque ce fut déjà le nom de la monnaie nationale de la Rus' de Kiev au XIe siècle. Historiquement, la hryvnia est une pièce de cuivre de 2,5 kopiyka (kopecks), et la hryvenyk une pièce d'argent de 10 kopiyka utilisées au XIe siècle dans la Rus' de Kiev. À Novgorod, en Russie, le mot ici francisé grivna désignait un petit lingot en argent de 200 g environ prenant la forme d'une tige qui, étant donné sa valeur, fut divisée (roublenny) en deux, voire quatre parties, qui reçurent le nom de roubles.
L'étymologie du mot désigne le torque, collier métallique d'une seule pièce porté par les Slaves comme par les Celtes.

### République populaire ukrainienne (1917-1920)
À la fin de la Première Guerre mondiale et après la révolution russe, les Ukrainiens proclament leur indépendance et créent, dès le 18 juin 1917, la République populaire ukrainienne. Le karbovanets ukrainien fut d'abord choisi comme nouvelle unité monétaire nationale. Un premier billet de 100 karbovantsiv (pluriel), dessiné par l'artiste ukrainien Gueorgui Narbout est émis dès le 19 décembre 1917.
Avant même la fin de la guerre, la République populaire ukrainienne (UNR) est reconnue par la France et la Grande-Bretagne en janvier 1918 et déclare son indépendance le 22 janvier 1918. Pour des motifs politiques, la loi d'introduction de la nouvelle unité monétaire émise par la Verkhovna Rada, le 1er mars 1918, instaura la hryvnia à une parité d'½ karbovanets. La hryvnia est divisée en 100 chahs (singulier : шаг ; pluriel : шагiв).
Des billets de 2, 5, 10, 100, 500, 1 000 et 2 000 hryvnia furent mis en circulation dès le 17 octobre 1918. Des billets de 10, 20, 30, 40 et 50 chahs furent mis en circulation dès le 18 avril 1918.

### La république socialiste soviétique d'Ukraine (1920-1990)
La prise de Kiev par les bolchéviques dès leur victoire entraîna une période fort mouvementée avec le maintien en circulation du karbovanets bolchévique voulu par les autorités soviétiques dans le pays occupé.
La république socialiste soviétique d'Ukraine adhéra finalement à l'Union soviétique en 1922 et adopta le rouble soviétique comme unité monétaire.

### Ukraine (depuis 1991)

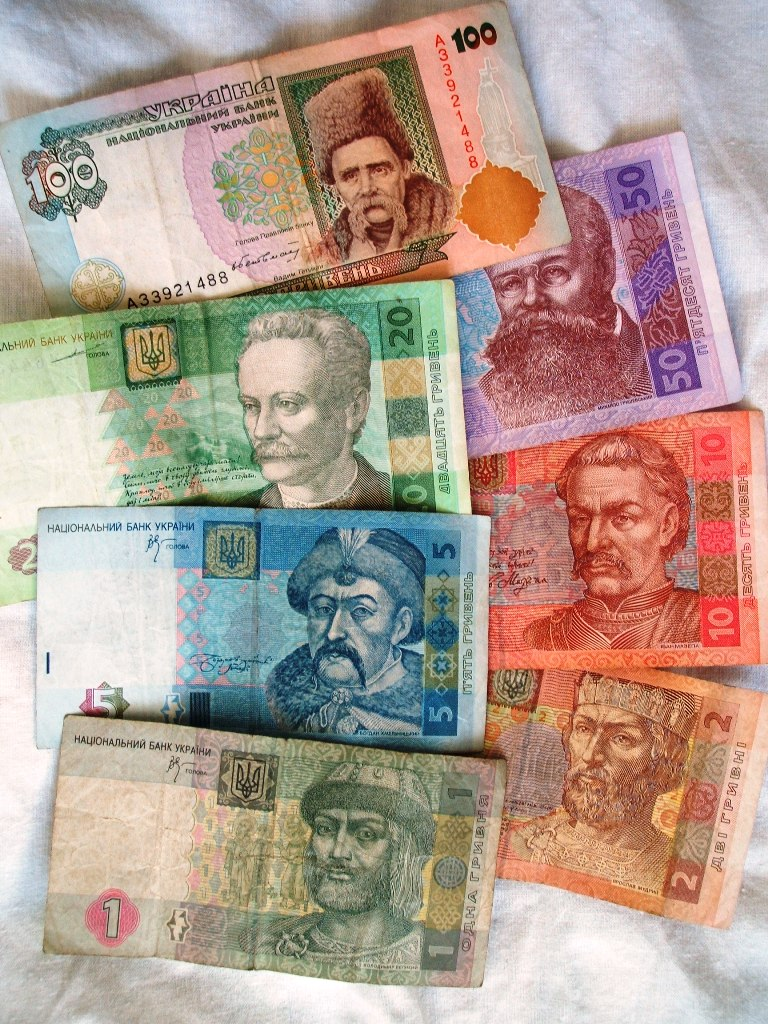
Divers billets de banque

Le 24 août 1991, l'Ukraine déclara à nouveau son indépendance et adhéra à la CEI. Le 1er décembre 1991, un référendum sur l'indépendance est organisé et est approuvé avec plus de 90 %. Le karbovanets ukrainien, coupon d'échange, remplaça d'abord le rouble dès 1992. Mais cette devise subit une forte inflation, à la suite de la période de crise économique qui suivit.
En 1996, grâce à l'évolution favorable de l'économie nationale, le karbovanets ukrainien se stabilisa par rapport aux principales devises internationales. Les conditions devenaient favorables à l'introduction de la nouvelle unité monétaire en accord avec la constitution nationale.
Le décret présidentiel sur la réforme monétaire en Ukraine fut publié le 25 août 1996 (articles 99 et 102) et la transition eut lieu entre le 2 et le 16 septembre : le taux de change mis en place était de 100 000 karbovanets ukrainiens pour une hryvnia. Dès lors, la hryvnia devenait le seul moyen de paiement légal en Ukraine.
Cette réforme monétaire a été jugée capitale pour l'Ukraine et fut le point de départ de la stabilité de l'économie ukrainienne.
En fonction de l'article 99 de la constitution de 1996, la banque centrale est la Banque nationale d'Ukraine (Національний банк України (Natsionalnyÿ bank Ukraïny)) et sa mission principale est de garantir la stabilité de la monnaie.

## Divers

Symbole de la hryvnia

Son code ISO 4217 est UAH. Son code numérique est le 980, son abréviation officielle hrn (en cyrillique : грн). Néanmoins, en 2004, la Banque nationale a obtenu la normalisation d'un nouveau symbole, basé sur la lettre cyrillique « gë » minuscule « г » (qui dans l’alphabet ukrainien vaut [h] et non [g] et est appelée « hë »), l’initiale en miniscule du nom ukrainien de la monnaie en italique гривня et agrandie (elle ressemble alors à un S inversé), avec deux barres horizontales (synonymes de stabilité) semblables à celles de l’euro (€).

## Les pièces de monnaie ukrainiennes
| Image | Image | Dénomination et dimensions | Dénomination et dimensions | Date de sortie et date de fin |
| ----- | ----- | -------------------------- | -------------------------- | ----------------------------- |
|       |       | 10 kopecks                 | 16,3 mm                    | 1992~–2018                    |
|       |       | 50 kopecks                 | 23 mm                      | 1992~–2018                    |
|       |       | 1 hryvnia                  | 18,9 mm                    | 2018–                         |
|       |       | 2 hryvnias                 | 20,2 mm                    | 2018–                         |
|       |       | 5 hryvnias                 | 22,1 mm                    | 2019–                         |
|       |       | 10 hryvnias                | 23,5 mm                    | 2020–                         |

Depuis le 1er juillet 2018, la banque centrale ukrainienne a cessé de produire des pièces en coupures de 1, 2, 5 et 25 kopiyok. Depuis le 1er octobre 2019, les pièces de 1, 2, 5 et 25 kopiyok n’ont plus cours légal et pouvaient être échangées par les banques autorisées d'Ukraine jusqu'au 30 septembre 2023.

## Les billets de banque
Billets : 1, 2, 5, 10, 20, 50, 100, 200, 500, 1000 hryvnias.

### Séries actuelles
| Dénomination et dimensions | Image               | Image               | Couleur principale | Recto                                                                        | Verso                                                                           | Date de sortie    |
| -------------------------- | ------------------- | ------------------- | ------------------ | ---------------------------------------------------------------------------- | ------------------------------------------------------------------------------- | ----------------- |
| 1 ₴ 118 × 63 mm            | 1 hryvnia obverse   | 1 hryvnia reverse   | Jaune et bleu      | Vladimir Ier (c. 958 – 1015), prince de Novgorod et grand-prince de Kiev     | Forteresse de Vladimir Ier à Kiev                                               | 22 mai 2006       |
| 2 ₴ 118 × 63 mm            | 2 hryvni obverse    | 2 hryvni reverse    | Orange             | Iaroslav le Sage (c. 978 – 1054), prince de Novgorod et grand-prince de Kiev | Cathédrale Sainte-Sophie de Kiev                                                | 24 septembre 2004 |
| 5 ₴ 118 × 63 mm            | 5 hryven' obverse   | 5 hryven' reverse   | Bleu               | Bohdan Khmelnytsky (c. 1595 – 1657), hetman ukrainien                        | Église dans le village de Soubotiv                                              | 14 juin 2004      |
| 10 ₴ 124 × 66 mm           | 10 hryven' obverse  | 10 hryven' reverse  | Cramoisi           | Ivan Mazepa (1639 – 1709), hetman ukrainien                                  | Laure des Grottes de Kiev                                                       | 1er novembre 2004 |
| 20 ₴ 130 × 69 mm           | 20 hryven' obverse  | 20 hryven' reverse  | Vert               | Ivan Franko (1856 – 1916), poète et écrivain                                 | Théâtre d'opéra de Lviv                                                         | 1er décembre 2003 |
| 50 ₴ 136 × 72 mm           | 50 hryven' obverse  | 50 hryven' reverse  | Violet             | Mykhaïlo Hrouchevsky (1866 – 1934), historien et politicien                  | Bâtiment Rada centrale (maison des enseignants) à Kiev                          | 29 mars 2004      |
| 100 ₴ 142 × 75 mm          | 100 hryven' obverse | 100 hryven' reverse | Olive              | Taras Chevtchenko (1814 – 1861), poète et artiste                            | Colline de Chernecha près de Cherkasy et les figures d'un kobzar avec son guide | 20 février 2006   |
| 200 ₴ 148 × 75 mm          | 200 hryven' obverse | 200 hryven' reverse | Rose               | Lessia Oukraïnka (1871 – 1913), poétesse et écrivaine                        | Entrée de la tour du château de Loutsk                                          | 28 mai 2007       |
| 500 ₴ 154 × 75 mm          | 500 hryven' obverse | 500 hryven' reverse | Brun               | Hryhori Skovoroda (1722 – 1794), écrivain et compositeur                     | Un des bâtiments de l'Académie Mohyla à Kiev                                    | 15 septembre 2006 |
| 1000 ₴ 160 × 75 mm         |                     |                     | Bleu               | Vladimir Vernadski (1863 – 1945) minéralogiste et chimiste                   | Le présidium de l'Académie nationale des sciences d'Ukraine                     | 25 octobre 2019   |